# فرهنگ زندگی خانگی

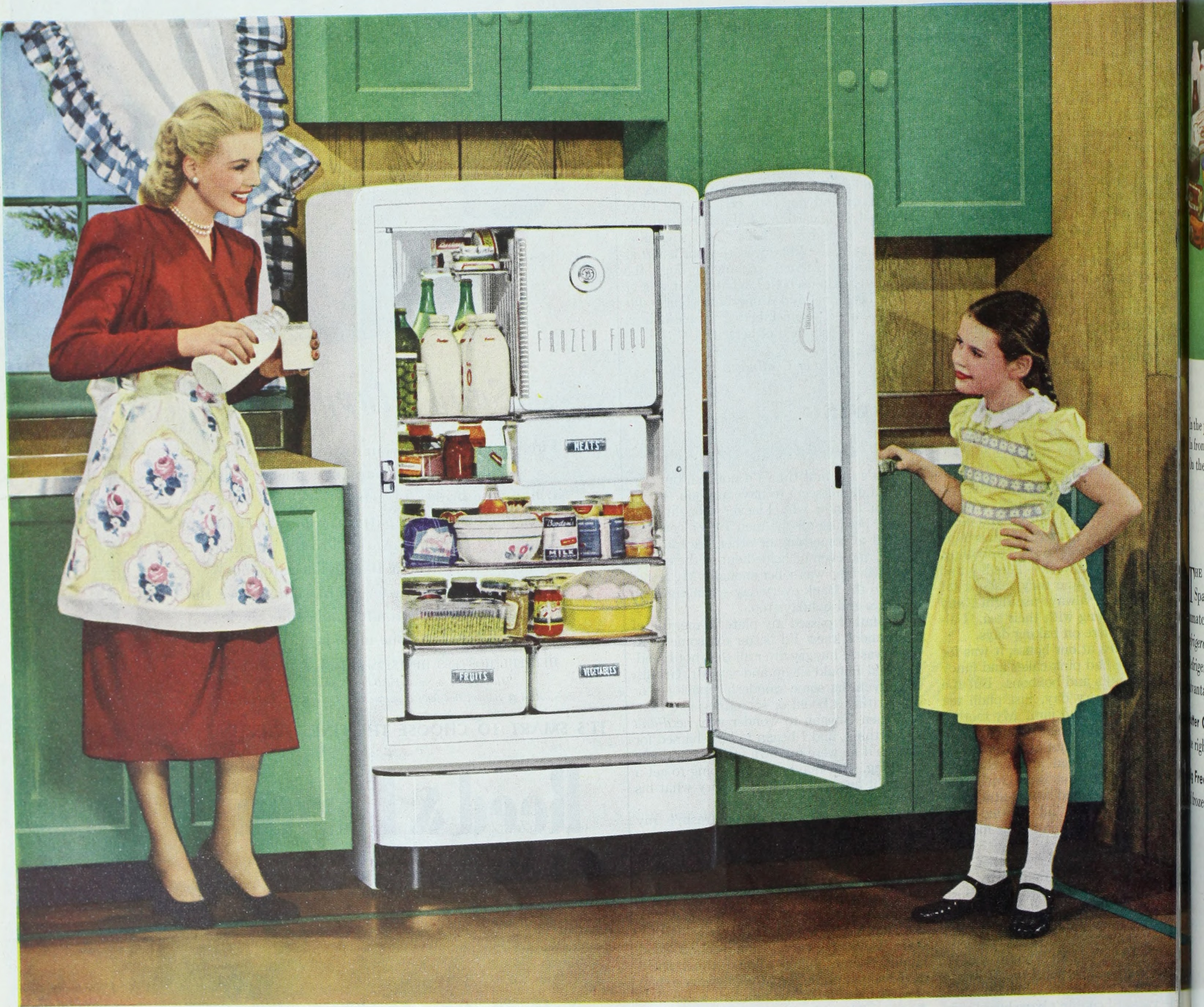
زندگی خانوادگی یک ارزش کلیدی فرهنگ زندگی خانگی است

فرهنگ زندگی خانگی (انگلیسی: Culture of Domesticity) اصطلاحی است که توسط مورخان برای توصیف آنچه به نظر آنها یک نظام ارزشی غالب در میان طبقه فرادست و طبقه متوسط در طول قرن ۱۹ در ایالات متحده بوده‌است، استفاده می‌شود. این نظام ارزشی بر ایده‌های جدید زنانگی، نقش زن در خانه و پویایی کار و خانواده تأکید داشت. بر اساس این عقیده، «زنان واقعی» باید دارای چهار فضیلت اصلی باشند: تقوا، پاکی، اهل خانه‌داری و تسلیم. این ایده حول محور این بود که زن مرکز خانواده باشد و او را «نور خانه» می‌دانستند.